# Dans la jungle de Ceylan
Dans la jungle de Ceylan (titre original : Auf Tierfang in Ceylons Dschungeln und Gewässern) est un roman de Heinz Randow paru en 1950 et traduit en français en 1952. En plus d'avoir fait partie de la Bibliothèque verte (1re série), il a été également édité dans la collection « Bibliothèque de la Jeunesse » par Hachette-Jeunesse en 1952.